# Kelet-Timor címere
Kelet-Timor (hivatalosan: Timor-Leste) címerét 2007. január 18-án iktatták be a 02/2007-es törvénnyel.
A feliraton olvasható szöveg portugál nyelven van. A felirat szövege: Unidade, Acção, Progresso.

## A régi címer

Kelet-Timor 2002 és 2007 között használt címere

Kelet-Timor egykori címerének egyik fő motívuma a Conselho Nacional de Resistência Timorensének (portugálul: A Timori Ellenállas Nemzeti Tanácsa) pajzsa. A pajzson található főbb elemek: két surik (timori kard), egy dárda, egy csillag és két nyíl.
A pajzsot és a 14 sugarú napot körülvevő, külső kék körben az ország neve olvasható, az ország hivatalos nyelvén, portugálul.
Az alsó lobogón olvasható mottó magyar jelentése: Becsület, Haza és Nép.